# Crispiphantes biseulsanensis
Crispiphantes biseulsanensis là một loài nhện trong họ Linyphiidae.
Loài này thuộc chi Crispiphantes. Crispiphantes biseulsanensis được Kap Yong Paik miêu tả năm 1985.